# Józef Drążkiewicz
Józef Drążkiewicz (ur. 20 maja 1944 w Konstancinie, zm. 28 lutego 2017) – polski artysta, grafik, rysownik.

## Życiorys
Urodził się 20 maja 1944 roku w Konstancinie koło Warszawy. W latach 1962–1968 studiował w PWSSP w Poznaniu w pracowniach malarstwa prof. Eustachego Wasilkowskiego, prof. Stanisława Teisseyre’a i pracowni rysunku doc. Alfonsa Gielniaka. W 1965 roku wybrał specjalizację z grafiki, studiując w pracowniach prof. Zbigniewa Lutomskiego, prof. Andrzeja Pietscha, prof. Lucjana Mianowskiego oraz prof. Waldemara Świerzego. Dyplom uzyskał w 1968 w pracowni litografii prof. Lucjana Mianowskiego. Od 1967 roku był zatrudniony w macierzystej uczelni. Twórczo zajmował się grafiką, w późniejszych latach również rysunkiem. W swoim dorobku ma udział w kilkudziesięciu wystawach zbiorowych w kraju i za granicą. Miał ok. 40 wystaw indywidualnych m.in. we Francji (Paryż), w Liège w Belgii, w Holandii, we Włoszech, w Finlandii, w Polsce (Kordegarda w Warszawie, Szczecin, Poznań, Rzeszów). Jego prace znajdują się w zbiorach muzealnych i wielu kolekcjach prywatnych.

## Ordery i odznaczenia[2]
- Złoty Krzyż Zasługi
- Krzyż Kawalerski Orderu Odrodzenia Polski
- Srebrny Medal Zasłużonych Kulturze Gloria Artis
- Indywidualna Nagroda Ministra Kultury i Sztuki
- Odznaka Honorowa Miasta Poznania
- Medal Uczelni SCHOLAE BENE MERITO
- Nagroda Rektora UAP